# Jakovlev Jak-40
Jakovlev Jak-40 (NATO rapporteringsnavn: Codling) er et lille sovjetiskproduceret passagerfly med tre jetmotorer til regionalt brug.
Den 21. oktober 1966 fandt den første testflyvning sted og den 20. september 1968 blev Jak-40 indsat på Aeroflots ruteflyvninger. Flyet blev udviklet med henblik på at erstatte flytyperne Lisunov Li-2 og Iljusjin Il-14 på ruter mellem mindre lufthavne. Et af flyets egenskaber er, at det kan lette fra og lande på korte landingsbaner.
De fleste Jak-40, der stadig anvendes, flyver i landene i det tidligere Sovjetunionen, og en del af dem er nu ombygget fra passagerfly til privatfly.

## Specifikationer (Yak-40)

### Generelt
- Besætning: 3
- Antal siddepladser: 32
- Længde: 20,36 m
- Vingefang: 25 m
- Højde: 6,50 m
- Vingeareal: 70 m²
- Vægt: 9.400 kg
- Maksimal startvægt: 16.000 kg
- Motorer: 3 x Ivchenko AI-25

### Ydeevne
- Maksimal hastighed: 550 km/t
- Rækkevidde: 1.800 km